# 7537 Solvay
7537 Solvay eller 1996 HS8 är en asteroid i huvudbältet som upptäcktes den 17 april 1996 av den belgiske astronomen Eric W. Elst vid La Silla-observatoriet. Den är uppkallad efter den belgiske kemist, uppfinnare, företagare och filantropen, Ernest Solvay.
Asteroiden har en diameter på ungefär 10 kilometer.